# Eugen Radu
Eugen Teodor Radu (ur. 16 kwietnia 1978 w Tulczy) – rumuński saneczkarz, olimpijczyk.

## Kariera
W wieku 23 lat, Rugen Radu uczestniczył na Zimowych Igrzyskach Olimpijskich 2002 w Salt Lake City. Podczas tych igrzysk wziął udział w dwóch konkurencjach saneczkarstwa: jedynki mężczyzn, gdzie zajął 44. miejsce, oraz dwójki, gdzie zajął wraz z Marianem Ticanem 15. miejsce. Radu wystąpił także na Zimowe Igrzyska Olimpijskie 2006 w Turynie. Wówczas uczestniczył w jednej konkurencji saneczkarstwa, dwójce, w której wraz z Marianem Lăzărescu zajął 15. miejsce.
Wielokrotnie brał udział w pucharze świata, pucharze narodów czy mistrzostwach świata.